# Ophiomusium constrictum
Ophiomusium constrictum är en ormstjärneart som beskrevs av Ole Theodor Jensen Mortensen 1936. Ophiomusium constrictum ingår i släktet Ophiomusium och familjen Ophiolepididae. Inga underarter finns listade i Catalogue of Life.